# Hanny Allston
Johanna „Hanny“ Allston, eigentlich Johanna Allston (* 12. Februar 1986 in Hobart, Tasmanien) ist eine australische Orientierungsläuferin. Sie läuft für den schwedischen Orientierungslauf-Verein Sävedalens AIK.

## Karriere
Johanna Allston, oder Hanny Allston, wie sie von vielen genannt wird, lebt in Tasmanien, wo sie Medizin studiert und teilzeitig als Führerin bei Buschwanderungen arbeitet. In ihrer Jugend betrieb sie hauptsächlich Schwimmsport. Eine Schulterverletzung zwang sie jedoch zum Aufhören und so wechselte sie zum Orientierungslauf. Allston nimmt auch gerne an anderen Ausdauersportwettkämpfen wie Ultra-Marathons, Triathlon-, Radfahr- oder Kajakbewerben teil.
Hanny Allston gewann im Jahre 2006 die Langdistanz der Junioren-Weltmeisterschaften im Orientierungslauf (JWOC) in Litauen. Der Rückstand der zweitplatzierten Läuferin betrug beträchtliche 4 Minuten 38 Sekunden. Sie ist somit die erste australische Läuferin, die jemals eine Goldmedaille auf Weltmeisterschaftsniveau gewonnen hat. Der Triumph bei der JWOC sollte aber nicht der Höhepunkt ihrer bisher erfolgreichsten Saison bleiben. Beflügelt von den sehr guten Leistungen, trat die Australierin bei den Weltmeisterschaften 2006 in Dänemark über alle Distanzen an und konnte sich im Sprint die Goldmedaille und somit den Weltmeistertitel sichern. Sie ist somit die jüngste und erste Weltmeisterin aus Australien. 
Bei den World Games 2009 gewann sie den Lauf über die Mitteldistanz und wurde Zweite im Sprint.

## Platzierungen
| Weltmeisterschaften | Sprint | Mittel | Lang | Staffel |
| ------------------- | ------ | ------ | ---- | ------- |
| 2004 Västerås       | 29.    |        | 24.  | 16.     |
| 2005 Aichi          |        | 18.    | 6.   | 8.      |
| 2006 Aarhus         | 1.     |        | 12.  | 4.      |
| 2007 Kiew           | 9.     | 13.    | 6.   | 7.      |
| 2009 Miskolc        | nq     | 18.    | 19.  | 9.      |

| Gesamt-Weltcup | Gesamt-Weltcup |
| -------------- | -------------- |
| 2004           | 59.            |
| 2005           | 42.            |
| 2006           | 35.            |
| 2007           | 49.            |
| 2009           | 58.            |